# Pentacranaus niger
Pentacranaus niger is een hooiwagen uit de familie Manaosbiidae.